# MTV Video Music Awards Japan 2009
Los MTV Video Music Awards Japan 2009 fueron conducidos por Gekidan Hitori.

## Actuaciones
- Black Eyed Peas
- BoA y Sean Garrett
- Ciara
- Exile
- Green Day
- Katy Perry
- Remioromen
- 9mm Parabellum Bullet

## Nominados

### Video del Año
- Namie Amuro — "New Look"
- Britney Spears — "Womanizer"
- Coldplay — "Viva la Vida"
- Exile — "Ti Amo (Chapter2)"
- Southern All Stars — "I Am Your Singer"

### Álbum del Año
- Ayaka — Sing to the Sky
- Coldplay — Viva la Vida or Death and All His Friends
- Hikaru Utada — Heart Station
- Mr.Children — Supermarket Fantasy
- Ne-Yo — Year of the Gentleman

### Mejor Video Masculino
- Kanye West — "Heartless"
- Kreva — "Akasatanahamayarawawon"
- Motohiro Hata — "Forever Song"
- Ne-Yo — "Closer"
- Usher con Young Jeezy — "Love in This Club"

### Mejor Video Femenino
- Beyoncé — "If I Were a Boy"
- Britney Spears — "Womanizer"
- Hikaru Utada — "Prisoner of Love"
- Namie Amuro — "New Look"
- Thelma Aoyama — "Nandomo"

### Mejor Video de Grupo
- Exile — "Ti Amo (Chapter2)"
- Franz Ferdinand — "Ulysses"
- Shonan no Kaze — "Koishigure"
- The Killers — "Human"
- TVXQ — "Jumon: Mirotic"

### Mejor Artista Nuevo en un Video
- Duffy — "Mercy"
- Girl Next Door — "Guzen no Kakuritsu"
- Katy Perry — "I Kissed a Girl"
- Kimaguren — "Life"
- Miho Fukuhara — "Change"

### Mejor Video Rock
- Acidman — "I stand free"
- Fall Out Boy — "I Don't Care"
- Franz Ferdinand — "Ulysses"
- Maximum the Hormone — "Tsume Tsume Tsume"
- 9mm Parabellum Bullet — "Living Dying Message"

### Mejor Video Pop
- Ikimonogakari — "Kimagure Romantic"
- Katy Perry — "I Kissed a Girl"
- Lily Allen — "The Fear"
- Perfume — "Dream Fighter"
- Rip Slyme — "Taiyou to Bikini"

### Mejor Video R&B
- Akon — "Right Now (Na Na Na)"
- Jùjú con Spontania — "Sunao ni Naretara"
- Miliya Kato — "19 Memories"
- Namie Amuro — "Sexy Girl"
- Ne-Yo — "Miss Independent"

### Mejor Video Hip-Hop
- Kanye West — "Heartless"
- Kreva — "Akasatanahamayarawawon"
- Lil' Wayne con Static Major — "Lollipop"
- Teriyaki Boyz con Busta Rhymes y Pharrell — "ZOCK ON!"
- T.I. con Rihanna — "Live Your Life"

### Mejor Video Reggae
- Han-Kun — "Hotter Than Hot"
- Kardinal Offishall con Akon — "Dangerous"
- Mighty Jam Rock — "U.P. Star"
- Natty — "Cold Town"
- Ryo The Skywalker — "Ever Green"

### Mejor Video Dance
- Dan Le Sac vs Scroobius Pip — "Thou Shalt Always Kill"
- Kraak & Smaak con Ben Westbeech — "Squeeze Me"
- Fatboy Slim con The BPA, David Byrne y Dizzee Rascal — "Toe Jam"
- Towa Tei con Miho Hatori — "Mind Wall"
- Ukawanimation! con Takkyu Ishino x Kenichi Hagiwara — "Wakusei no Portrait 5 Okuman Gaso"

### Mejor Video de una Película
- AI - "Okuribito" (Okuribito(Departures))
- Jack White y Alicia Keys - "Another Way to Die" (Quantum of Solace)
- Madonna con Justin Timberlake y Timbaland — "4 Minutes" (Get Smart)
- Monobright - "Ano Toumeikan to Shonen" (After School)
- Remioromen - "Yume no Tsubomi" (Kansen Retto)

### Mejor Colaboración
- Madonna con Justin Timberlake y Timbaland — "4 Minutes"
- Nelly y Fergie — "Party People"
- Suchataraba + Kaela Kimura — "Hey! Hey! Alright"
- T.I. con Rihanna — "Live Your Life"
- Anna Tsuchiya con Ai — "Crazy World"

### Mejor Canción Karaoke
- Aqua Timez — "Niji"
- Coldplay — "Viva La Vida"
- Funky Monkey Babys — "Kibou no Uta"
- Kimaguren — "Life"
- Mariah Carey — "Touch My Body"

### Premios especiales
- MTV Icono: Beastie Boys
- Mejores Coreografías: Exile

- Datos: Q1030771